# Loxophlebia masa
Loxophlebia masa är en fjärilsart som beskrevs av Druce 1889. Loxophlebia masa ingår i släktet Loxophlebia och familjen björnspinnare. Inga underarter finns listade i Catalogue of Life.